# Sankt Wolfgang (Altenmarkt an der Alz)

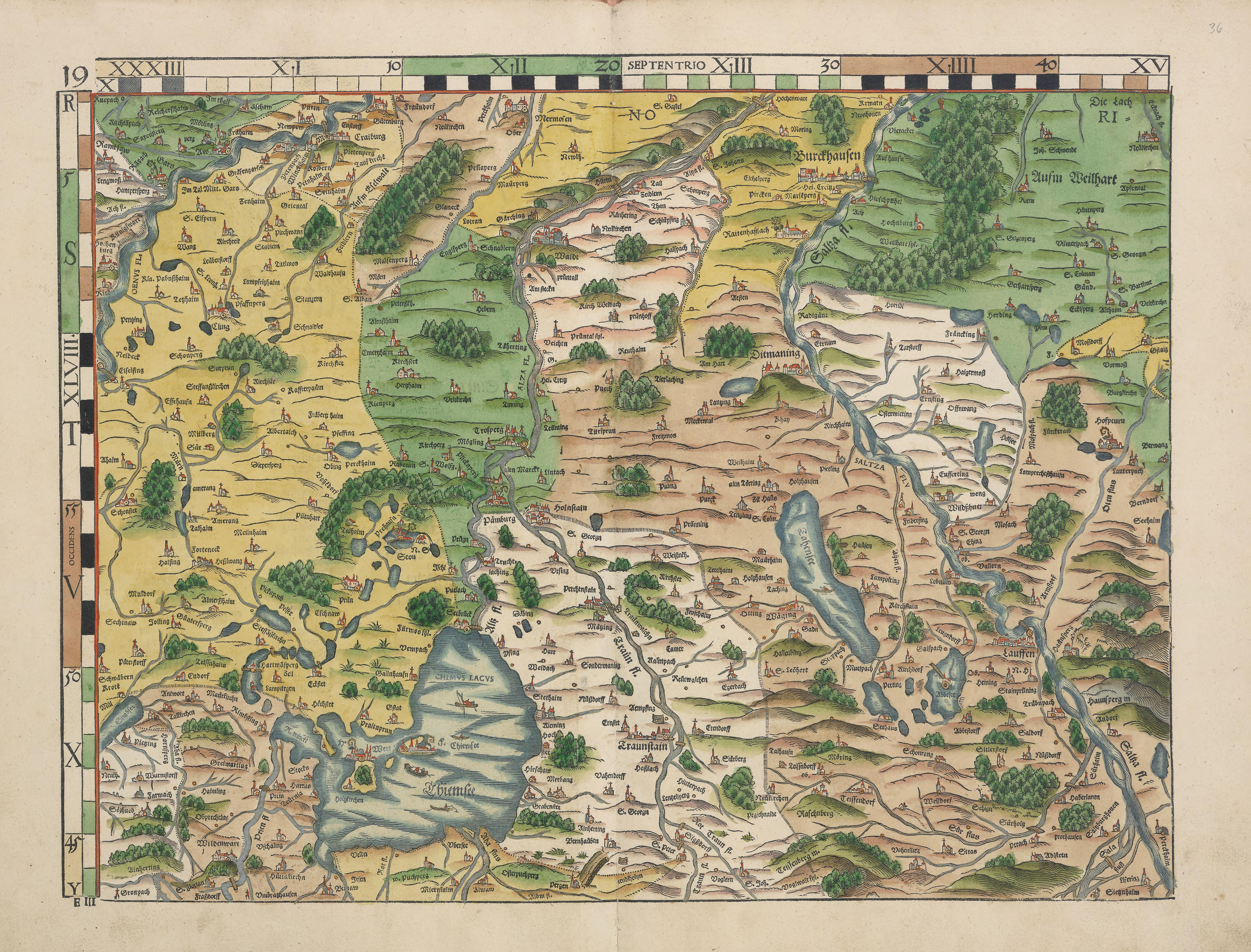
Sankt Wolfgang auf Philipp Apians Bairischen Landtafeln von 1568 (etwas links der Bildmitte)

Sankt Wolfgang ist ein Gemeindeteil von Altenmarkt an der Alz im oberbayerischen Landkreis Traunstein.

## Geographie
Der Weiler liegt etwa drei Kilometer westnordwestlich der Dorfmitte von Altenmarkt oberhalb der Kante und am Hang einer eiszeitlichen Hochterrasse, die ins dort schon trockene, ostwärts zur Alz verlaufende Tal des Obinger Seebachs abfällt. Der Ort nahe der mittleren Salzstraße entstand ab dem 14. Jahrhundert, als die Wallfahrt nach Sankt Wolfgang größere Bedeutung erlangte.

## Geschichte
Zur Obmannschaft Kirchberg im Landgericht Trostberg gehörten in der Mitte des 18. Jahrhunderts die Orte Angermühle, Berg, Dorfen, Hasenbichl, Irling, Kirchberg, Oberhilgen, Unterhilgen, Sankt Wolfgang und Thalham.

## Bevölkerungsentwicklung
| Jahr      | 1871 | 1925 | 1950 | 1970 | 1987 |
| Einwohner | 23   | 28   | 47   | 31   | 28   |

## Baudenkmäler
- Katholische Filial- und Wallfahrtskirche St. Wolfgang

Siehe auch: Liste der Baudenkmäler in Sankt Wolfgang

## Bodendenkmäler
Siehe: Liste der Bodendenkmäler in Altenmarkt an der Alz